# Pa d'abella

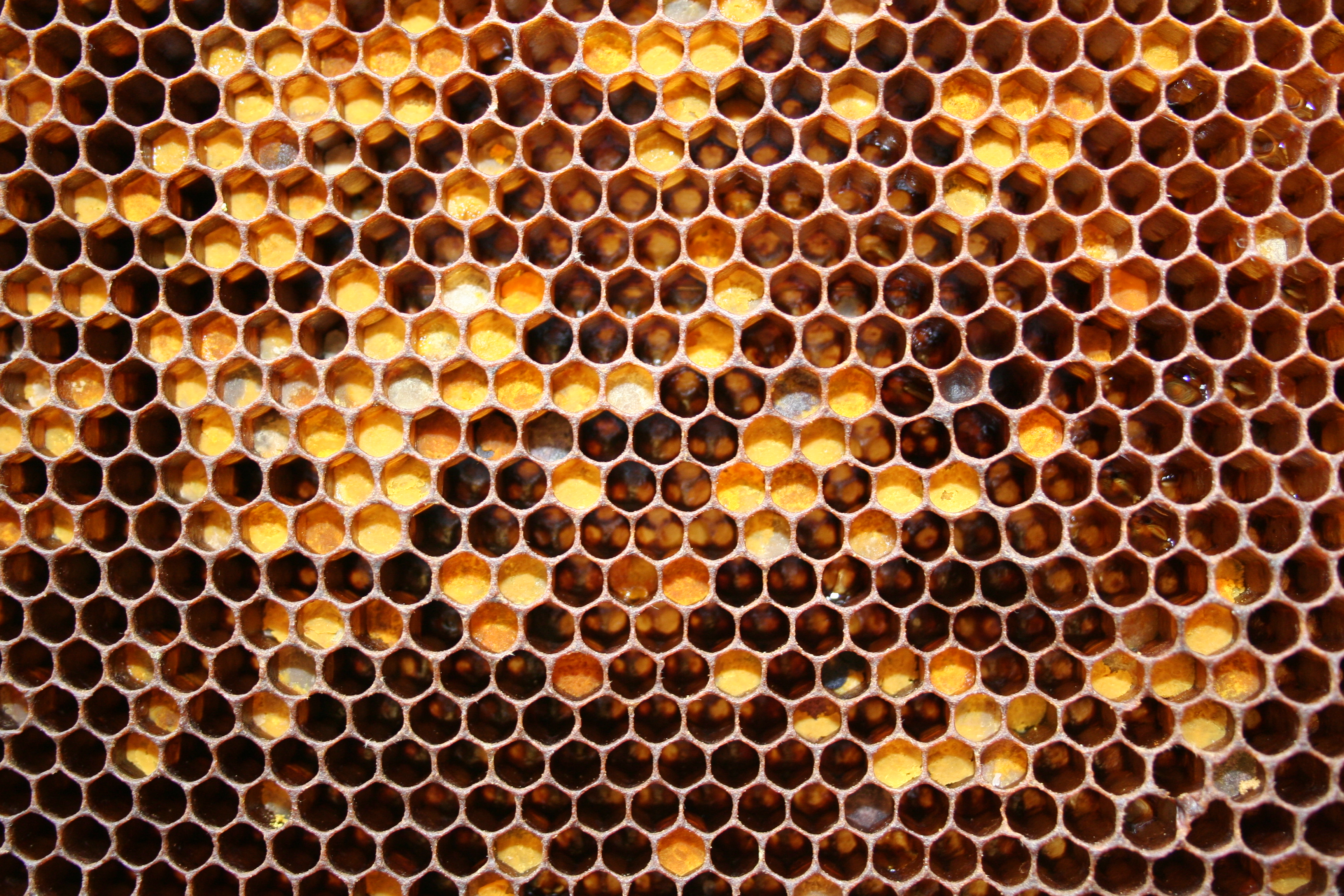
Les abelles dipositen el pa d'abella (de color groc) en cel·les fetes amb cera.

El Pa d'abella és la principal font de proteïna per a les abelles adultes i les seves larves. Està compost de pol·len, mel i diversos enzims addicionats per les abelles que transformen el producte a través d'una fermentació làctica.
El pa d'abella no és el pol·len que es comercialitza com a suplement dietètic, ni té el mateix gust, ja que el que s'anomena simplement pol·len (sense ésser processat per les abelles) és recollit a l'entrada del rusc gràcies a trampes especials. En canvi el pa d'abella l'acumulen i emmagatzemen les abelles en cel·les dins del rusc.
Com ocorre en la mel i el pròpolis, la composició del pa d'abella és variable, ja que depèn del tipus de pol·len que el compon, del tipus de mel afegida, de les condicions de temperatura i d'humitat i d'altres factors.
Per exemple en una mostra analitzada de pa d'abelles s'han trobat uns 188 tipus de fongs i 29 tipus de bacteris.
El pa d'abelles s'utilitza en medicina naturòpata com a suplement nutricional, de tota manera la ingestió d'aquest producte pot donar lloc a al·lèrgia o a reaccions anafilàctiques en persones sensibles.